# Sefaria
Sefaria é uma biblioteca digital online de textos judaicos, de código aberto e conteúdo livre. Foi fundada em 2011 pelo ex-gerente de projetos do Google Brett Lockspeiser e pelo jornalista e autor Joshua Foer. Promovida como uma "biblioteca viva de textos judaicos", a Sefaria depende parcialmente de voluntários para adicionar textos e traduções. O site fornece referências cruzadas e interconexões entre vários textos. Textos em hebraico, aramaico e judaico-árabe são fornecidos sob licença livre no original e na tradução. O site também oferece uma ferramenta para criação de fichas de fontes.
A Sefaria é mantida por uma organização sem fins lucrativos de mesmo nome que emprega 18 engenheiros. De acordo com seu diretor de dados, Lev Israel, em 2019, o serviço recebeu 250.000 visitantes únicos mensalmente.

## Etimologia
O nome Sefaria deriva das palavras sefer, ou "livro", e sifria ("biblioteca") em hebraico.

## História
A Sefaria foi fundada originalmente em 2011 pelo jornalista Joshua Foer e Brett Lockspeiser, ex-gerente de produto do Google. A primeira versão beta do site foi lançada em 2012. A empresa foi formalmente constituída em 2013, com financiamento do Natan Fund, Jonathan e Tamar Koschitzky e da Jim Joseph Foundation. Em 2015, doze aplicativos usavam a API e o banco de dados da Sefaria. Também em 2015, a Sefaria chegou a um acordo para usar as traduções do Tanakh e comentários da Urim Publications.
O site da Sefaria recebeu uma grande reformulação em 2016, juntamente com o lançamento de novos aplicativos para smartphones rodando iOS e Android, e uma tradução completa para o inglês do comentário de Rashi sobre a Torá. A essa altura, mais de uma dúzia de pessoas faziam parte da equipe do site. A Sefaria alcançou um marco importante em 2017, com o lançamento do William Davidson Talmud. Em 2020, o site anunciou um projeto-piloto para apresentar seu modelo a algumas obras seculares, como os estudos constitucionais americanos.
Lockspeiser foi reconhecido pela lista Forward 50 de 2019 da The Forward por seu papel na criação da Sefaria.

## Conteúdo
Sefaria oferece uma biblioteca de textos judaicos, incluindo Tanakh, Talmud e orações judaicas, juntamente com fontes de filosofia, misticismo, lei judaica e obras mais recentes. O conteúdo da Sefaria vem de diversas fontes. Os livros de domínio público são digitalizados e processados usando software de reconhecimento ótico de caracteres, que uma equipe corrige e formata. Outras fontes online, como On Your Way, também são usadas. Algumas editoras também forneceram obras diretamente à Sefaria.
A Sefaria também produz visualizações dos textos de seu corpus, como ilustrando conexões entre o Tanakh e o Talmud.

### Traduções
Em 2021, Sefaria anunciou uma grande adição de uma tradução completa dos comentários da Torá de Ibn Ezra fornecidos por H. Norman Strickman e Arthur M. Silver, um dos únicos recursos que tem uma tradução completa dessas obras em inglês. Uma nova tradução para o inglês do Tanakh foi disponibilizada em 2022 pela Sefaria em colaboração com a Sociedade de Publicação Judaica. Esta versão traduziu o género de forma idiomática, em vez de literal, e referiu-se notavelmente a Deus de uma forma neutra em termos de gênero. A adição desta tradução recebeu algumas críticas de alguns usuários judeus ortodoxos, embora haja disponibilidade contínua de traduções de editoras de orientação ortodoxa.

## Características

### Ligações
Muitas obras estão vinculadas aos seus respectivos comentários. Por exemplo, clicar em um versículo do Tanakh abrirá uma janela lateral, permitindo ao usuário abrir um comentário sobre aquele versículo.

### Fichas de fontes
O Source Sheet Builder da Sefaria permite aos usuários criar uma página com texto fonte da Sefaria. As fichas de fontes podem ser publicadas online, dentro do ecossistema da Sefaria, e também podem ser baixadas em arquivos PDF, fáceis de imprimir.